# Elena Gorohova
Elena Gorohova (ur. 6 listopada 1972 w Bielcach) – mołdawska biathlonistka i biegaczka narciarska.
Uczestniczka zimowych igrzysk olimpijskich w 1994, 1998, 2002, 2006 roku.

## Wyniki

### Igrzyska olimpijskie
| Miejsce | Rok  | Miejscowość    | Konkurencja                                    | Strzelanie | Czas biegu | Strata   | Zwycięzca               |
| ------- | ---- | -------------- | ---------------------------------------------- | ---------- | ---------- | -------- | ----------------------- |
| 69.     | 1994 | Lillehammer    | sprint na 7,5 km (biathlon)                    | 7          | 35:04.1    | +8:55.3  | Myriam Bédard           |
| 68.     | 1994 | Lillehammer    | bieg indywidualny na 15 km (biathlon)          | 14         | 1:13:33.1  | +21:26.5 | Myriam Bédard           |
| 62.     | 1998 | Nagano         | sprint na 7,5 km (biathlon)                    | 5          | 28:21.5    | +5:13.5  | Galina Kuklewa          |
| 62.     | 1998 | Nagano         | bieg indywidualny na 15 km (biathlon)          | 9          | 1:09:18.1  | +14:26.1 | Ekaterina Dafowska      |
| 55.     | 2002 | Salt Lake City | sprint (biegi narciarskie)                     | —          | —          | —        | Julija Czepałowa        |
| DNF     | 2002 | Salt Lake City | bieg indywidualny na 15 km (biegi narciarskie) | —          | DNF        | -        | Stefania Belmondo       |
| 62.     | 2006 | Turyn          | sprint (biegi narciarskie)                     | —          | —          | —        | Chandra Crawford        |
| 68.     | 2006 | Turyn          | sprint na 7,5 km (biathlon)                    | 2          | 26:23.9    | +3:52.5  | Florence Baverel-Robert |

### Mistrzostwa Świata
Biathlon
| Miejsce | Rok  | Miejscowość   | Konkurencja                | Strzelanie | Czas biegu | Strata   | Zwycięzca          |
| ------- | ---- | ------------- | -------------------------- | ---------- | ---------- | -------- | ------------------ |
| 72.     | 1996 | Ruhpolding    | sprint na 7,5 km           | 7          | 31:49.5    | +9:19.0  | Olga Romaśko       |
| 70.     | 2000 | Oslo          | bieg indywidualny na 15 km | 9          | 1:00:36.8  | +15:05.9 | Corinne Niogret    |
| 73.     | 2000 | Oslo          | sprint na 7,5 km           | 4          | 28:04.8    | +7:12.9  | Liv Grete Poirée   |
| 77.     | 2001 | Pokljuka      | bieg indywidualny na 15 km | 8          | 58:26.8    | +13:13.8 | Magdalena Forsberg |
| 83.     | 2001 | Pokljuka      | sprint na 7,5 km           | 8          | 29:35.4    | +7:39.2  | Kati Wilhelm       |
| 88.     | 2005 | Hochfilzen    | bieg indywidualny na 15 km | 9          | 1:08:13.1  | +15:35.6 | Andrea Henkel      |
| 87.     | 2005 | Hochfilzen    | sprint na 7,5 km           | 3          | 27:59.0    | +6:00.4  | Uschi Disl         |
| 81.     | 2007 | Rasen-Antholz | sprint na 7,5 km           | 2          | 27:31.4    | +4:44.5  | Magdalena Neuner   |
| DNS     | 2009 | Pjongczang    | bieg indywidualny na 15 km | -          | DNS        | -        | Kati Wilhelm       |
| 103.    | 2009 | Pjongczang    | sprint na 7,5 km           | 2          | 28:05.5    | +6:54.4  | Kati Wilhelm       |

Biegi narciarskie
| Miejsce | Rok  | Miejscowość | Konkurencja | Czas biegu | Strata | Zwycięzca      |
| ------- | ---- | ----------- | ----------- | ---------- | ------ | -------------- |
| 64.     | 2005 | Oberstdorf  | sprint      | —          | —      | Emilie Öhrstig |